# Marcy (Nièvre)
Pour les articles homonymes, voir Marcy.
Marcy est une commune française située dans le département de la Nièvre, en région Bourgogne-Franche-Comté.

## Géographie
Marcy est une commune située dans le département de la Nièvre, dans l’arrondissement de Clamecy. La superficie de la commune est de 1 431 hectares. Son altitude varie entre 209 et 383 mètres. Elle compte 153 habitants en 2017, appelés les Marcycois et les Marcycoises.
Le village est implanté dans le nord de la Nièvre, à environ 50 km de Nevers (par la route). Il est situé à 6 km de Varzy et à 22 km au sud-ouest de Clamecy, son chef-lieu d'arrondissement.

### Hydrographie
La Sainte-Eugénie, le ruisseau de Marcy, le ruisseau de Trinay sont les principaux cours d'eau parcourant la commune.

### Villages, hameaux, lieux-dits, écarts
Outre le bourg, la commune regroupe les hameaux de Cœurs, Fly, Martins (les), Rémilly et Trinay.

### Climat
Pour des articles plus généraux, voir Climat de la Bourgogne-Franche-Comté et Climat de la Nièvre.
En 2010, le climat de la commune est de type climat océanique dégradé des plaines du Centre et du Nord, selon une étude du Centre national de la recherche scientifique s'appuyant sur une série de données couvrant la période 1971-2000. En 2020, Météo-France publie une typologie des climats de la France métropolitaine dans laquelle la commune est exposée à un climat océanique altéré et est dans la région climatique  Centre et contreforts nord du Massif Central, caractérisée par un air sec en été et un bon ensoleillement. 
Pour la période 1971-2000, la température annuelle moyenne est de 11 °C, avec une amplitude thermique annuelle de 16,1 °C. Le cumul annuel moyen de précipitations est de 903 mm, avec 12,7 jours de précipitations en janvier et 7,9 jours en juillet. Pour la période 1991-2020, la température moyenne annuelle observée sur la station météorologique de Météo-France la plus proche, « Premery », sur la commune de Prémery à 17 km à vol d'oiseau, est de 11,1 °C et le cumul annuel moyen de précipitations est de 911,1 mm. 
La température maximale relevée sur cette station est de 40,5 °C, atteinte le 11 août 2003 ; la température minimale est de −15,1 °C, atteinte le 26 janvier 2007,,. 
Les paramètres climatiques de la commune ont été estimés pour le milieu du siècle (2041-2070) selon différents scénarios d'émission de gaz à effet de serre à partir des nouvelles projections climatiques de référence DRIAS-2020. Ils sont consultables sur un site dédié publié par Météo-France en novembre 2022.

## Urbanisme

### Typologie
Au 1er janvier 2024, Marcy est catégorisée commune rurale à habitat très dispersé, selon la nouvelle grille communale de densité à sept niveaux définie par l'Insee en 2022.
Elle est située hors unité urbaine et hors attraction des villes,.

### Occupation des sols
L'occupation des sols de la commune, telle qu'elle ressort de la base de données européenne d’occupation biophysique des sols Corine Land Cover (CLC), est marquée par l'importance des territoires agricoles (77,1 % en 2018), une proportion identique à celle de 1990 (77,1 %). La répartition détaillée en 2018 est la suivante : 
terres arables (37,4 %), prairies (35,5 %), forêts (15,8 %), milieux à végétation arbustive et/ou herbacée (7,2 %), zones agricoles hétérogènes (4,2 %). L'évolution de l’occupation des sols de la commune et de ses infrastructures peut être observée sur les différentes représentations cartographiques du territoire : la carte de Cassini (XVIIIe siècle), la carte d'état-major (1820-1866) et les cartes ou photos aériennes de l'IGN pour la période actuelle (1950 à aujourd'hui).

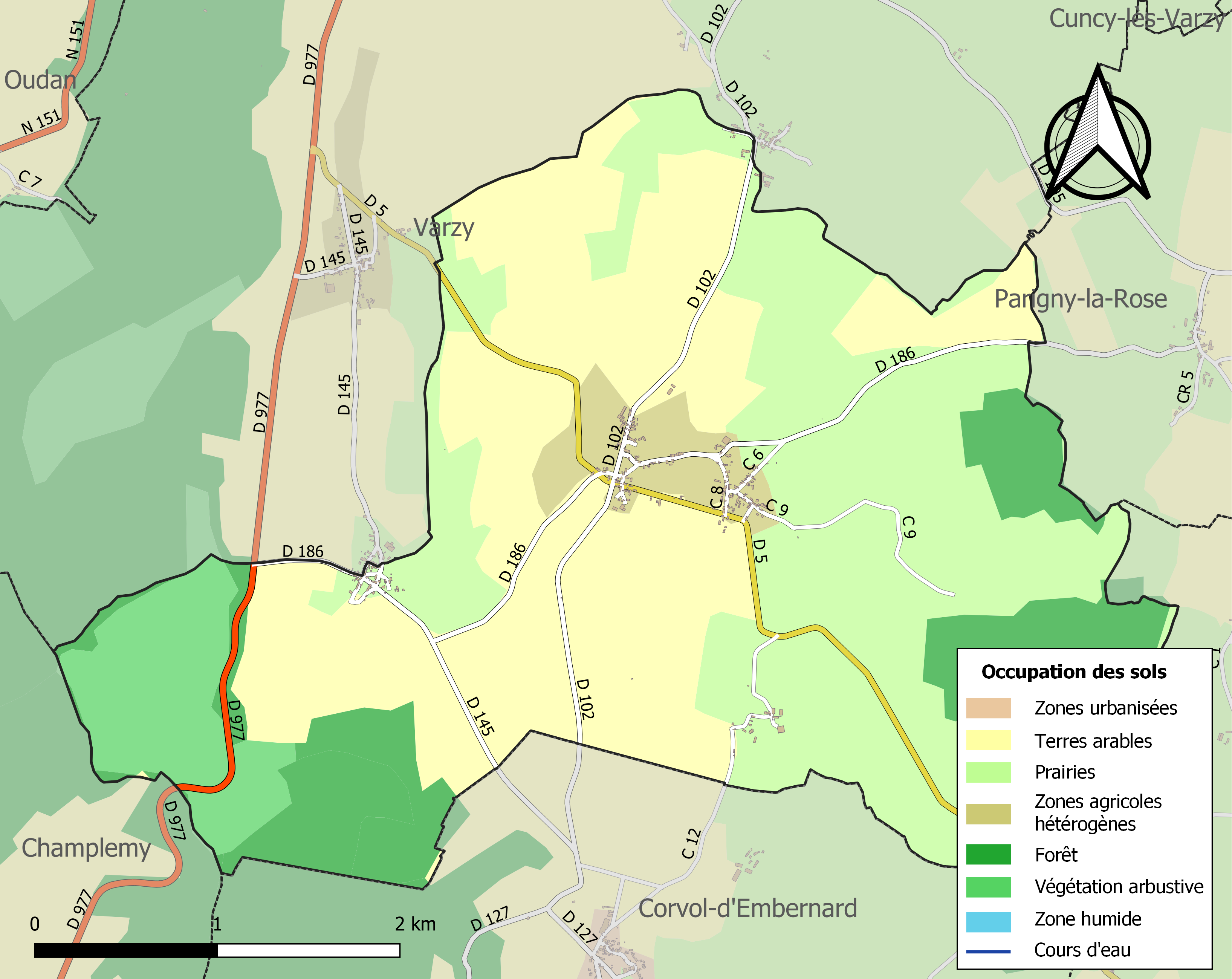
Carte des infrastructures et de l'occupation des sols de la commune en 2018 (CLC).

## Toponymie
Le nom de la commune dériverait du nom d’homme latin Marcius ou Martius, auquel se serait ajouté le suffixe acum.
La première occurrence du nom de la commune date de 1518 : Marciacum.

## Histoire

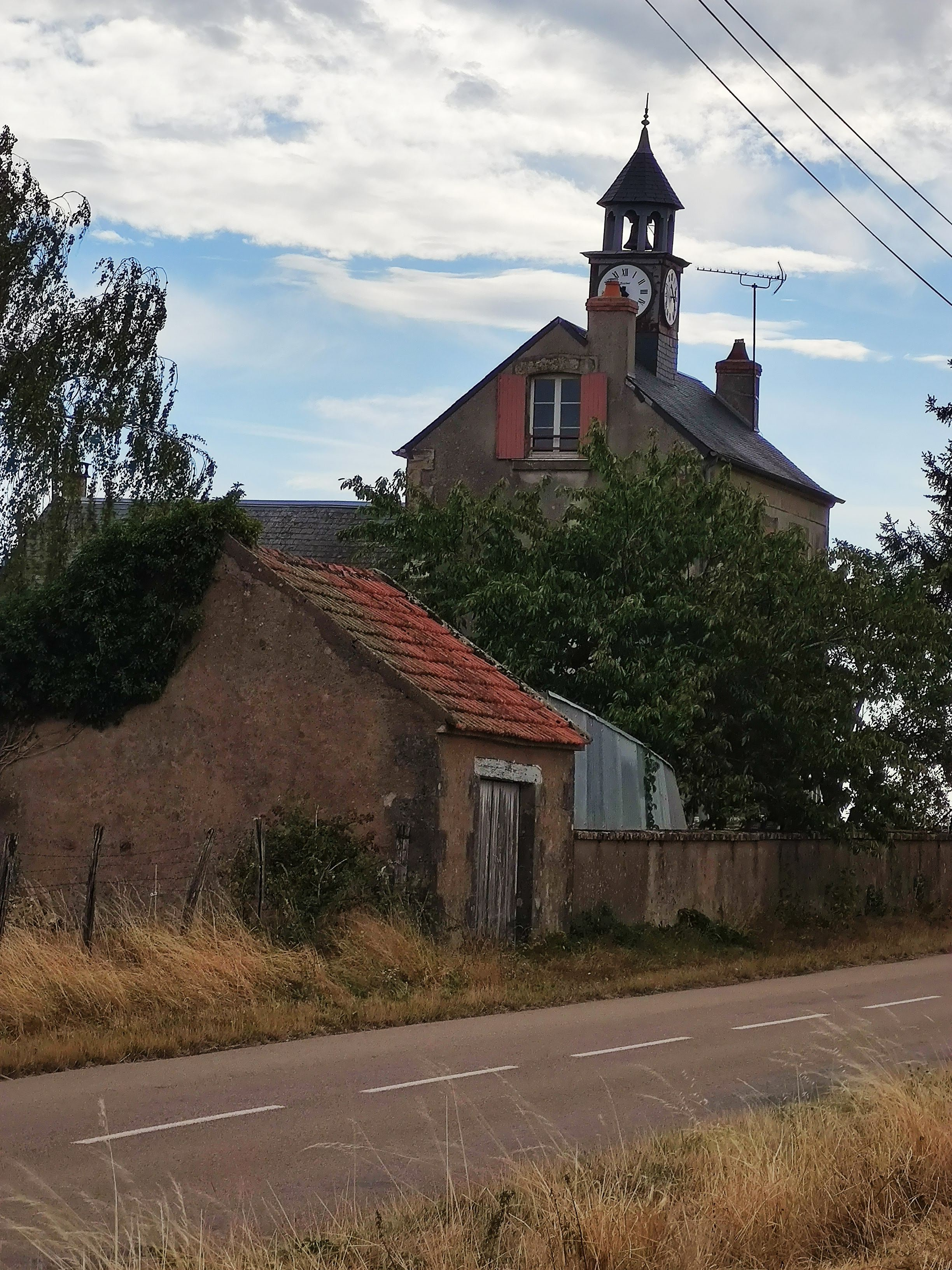
L’ancienne « école du haut ».

- Marcy serait née dans le courant du VIIe siècle.
- En 1798, le curé Jean-Baptiste-Alexandre Taillat, « prêtre souverainement immoral », est accusé de semer le trouble dans la commune et d’avoir expulsé le nouvel acquéreur du presbytère[16].
- 1820 : construction de la mairie-école[17].
- En 1906[18], le nombre d'habitants de Marcy, qui compte 204 maisons, s'élève à 404 individus. La commune compte un curé, un garde champêtre, deux instituteurs et quatre cantonniers. La profession la plus représentée est celle de propriétaire cultivateur (66), suivie par les ouvriers agricoles (20) - souvent qualifiés de domestiques -, les cultivateurs (13), les domestiques (7), les journaliers (6), les agriculteurs (2) et les fermiers (2). Les commerçants se comptent sur les doigts de la main : deux épiciers, un aubergiste et un marchand de bestiaux. Les artisans sont plus nombreux : quatre charpentiers, trois maçons, trois charrons, deux maréchaux-ferrants, deux sabotiers, un tonnelier, un basse-courier, un jardinier... La Compagnie des chemins de fer emploie deux gardes-barrières et deux poseurs[19]. La commune compte également deux rentiers. Au total, on relève à Marcy vingt-cinq professions différentes. Il n’y a, selon le recensement de 1906, ni médecin ni notaire ni sage-femme dans la commune. Enfin, dix-sept enfants de l’assistance et deux nourrissons sont placés dans des familles d’accueil du village.
- 1914-1918 : 24 noms[20] figurent sur le monument aux morts de la commune[21].
- 1972 et 1974 : fermeture successive des deux écoles de la commune, l’école du bas et l’école du haut[17].

### Religieux
- 1692 : Edme-Ravaud de Vieilbourg, abbé de l’abbaye de Marcy, prieur, seigneur spirituel et temporel du prieuré de Cessy, Saint-Malo, Coche et Vielmanay[22].

## Politique et administration
| Période                                  | Période   | Identité      | Étiquette | Qualité             |
| ---------------------------------------- | --------- | ------------- | --------- | ------------------- |
| mars 1995                                | mars 2008 | Paul Aucoin   |           | Exploitant agricole |
| mars 2008                                | [Quand ?] | Pierre Aubery |           | Calligraphe         |
| Les données manquantes sont à compléter. |           |               |           |                     |

## Démographie
L'évolution du nombre d'habitants est connue à travers les recensements de la population effectués dans la commune depuis 1793. Pour les communes de moins de 10 000 habitants, une enquête de recensement portant sur toute la population est réalisée tous les cinq ans, les populations de référence des années intermédiaires étant quant à elles estimées par interpolation ou extrapolation. Pour la commune, le premier recensement exhaustif entrant dans le cadre du nouveau dispositif a été réalisé en 2008.

En 2022, la commune comptait 139 habitants, en évolution de −12,03 % par rapport à 2016 (Nièvre : −3,28 %, France hors Mayotte : +2,11 %).
| 1793 | 1800 | 1806 | 1821 | 1831 | 1836 | 1841 | 1846 | 1851 |
| ---- | ---- | ---- | ---- | ---- | ---- | ---- | ---- | ---- |
| 577  | 512  | 527  | 569  | 973  | 592  | 632  | 614  | 649  |

| 1856 | 1861 | 1866 | 1872 | 1876 | 1881 | 1886 | 1891 | 1896 |
| ---- | ---- | ---- | ---- | ---- | ---- | ---- | ---- | ---- |
| 602  | 552  | 566  | 540  | 588  | 575  | 539  | 507  | 512  |

| 1901 | 1906 | 1911 | 1921 | 1926 | 1931 | 1936 | 1946 | 1954 |
| ---- | ---- | ---- | ---- | ---- | ---- | ---- | ---- | ---- |
| 436  | 403  | 359  | 287  | 287  | 260  | 242  | 222  | 236  |

| 1962 | 1968 | 1975 | 1982 | 1990 | 1999 | 2006 | 2008 | 2013 |
| ---- | ---- | ---- | ---- | ---- | ---- | ---- | ---- | ---- |
| 209  | 215  | 154  | 140  | 124  | 147  | 159  | 162  | 168  |

| 2018 | 2022 | - | - | - | - | - | - | - |
| ---- | ---- | - | - | - | - | - | - | - |
| 148  | 139  | - | - | - | - | - | - | - |

## Lieux et monuments
Religieux
- Église Saint-Sulpice d'architecture gothique qui a été retouchée en 1820, conservant un chœur et une chapelle gothiques. La toiture du porche forme une coupole demi-circulaire tout à fait originale. Ouverte tous les jours[27].

Civils
- Anciens lavoirs.
- Vieille maison à colombages dans le bourg, près de la mairie.
- On peut aussi voir quelques traces d'une ancienne voie romaine dans les alentours du village.

## Galerie
Promenade photographique à Marcy :

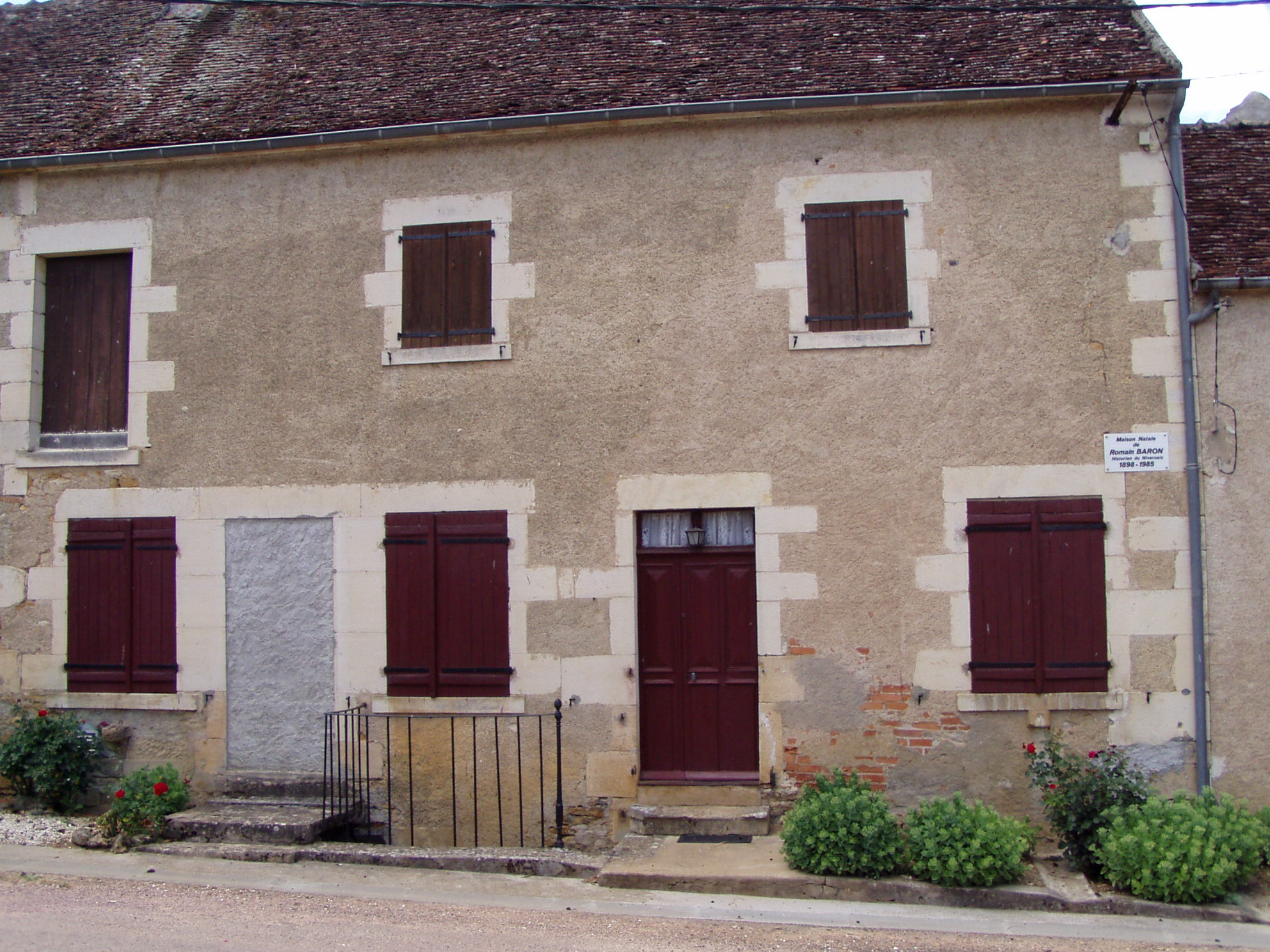
Maison natale de Romain Baron, Rémilly.
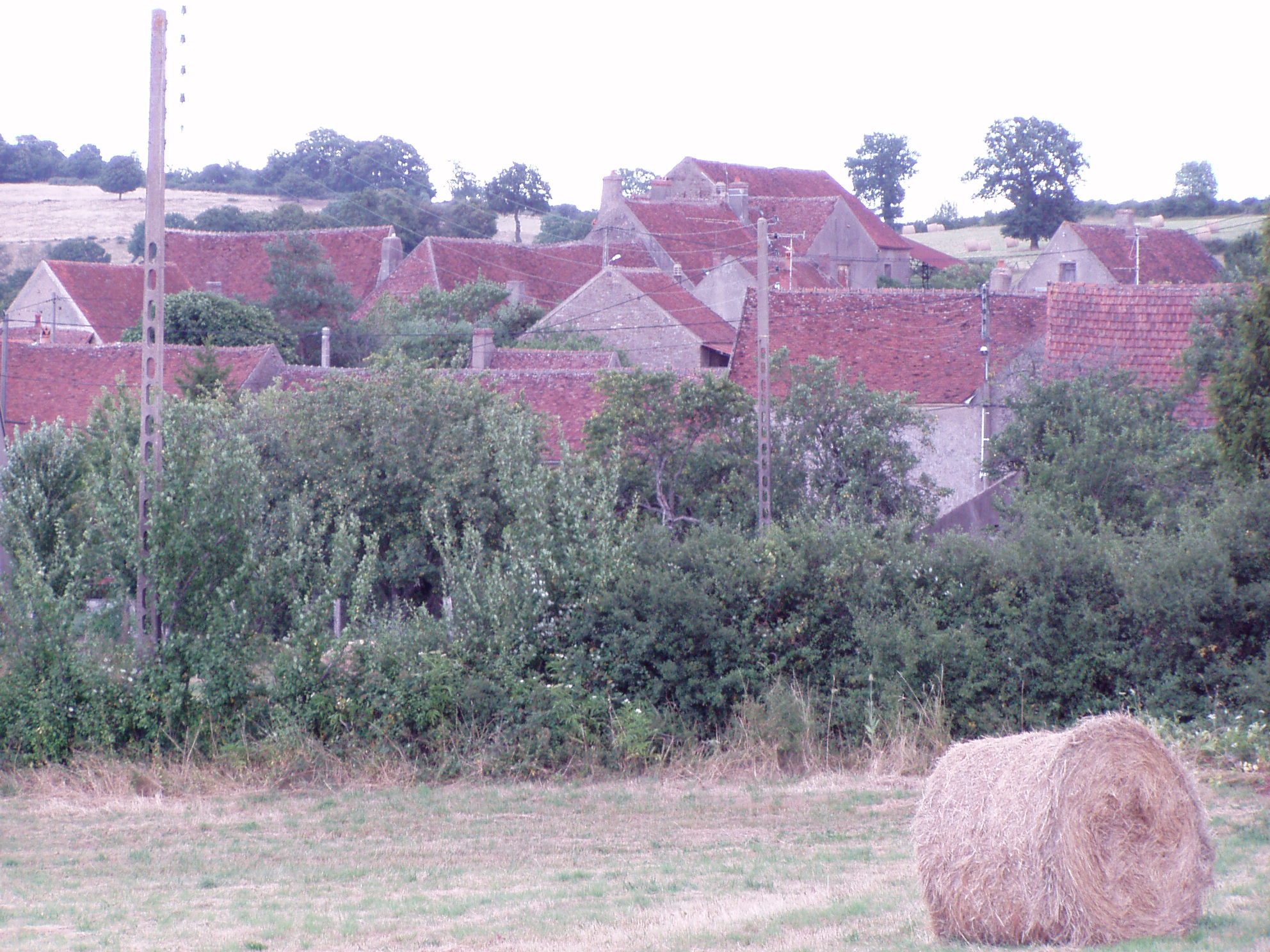
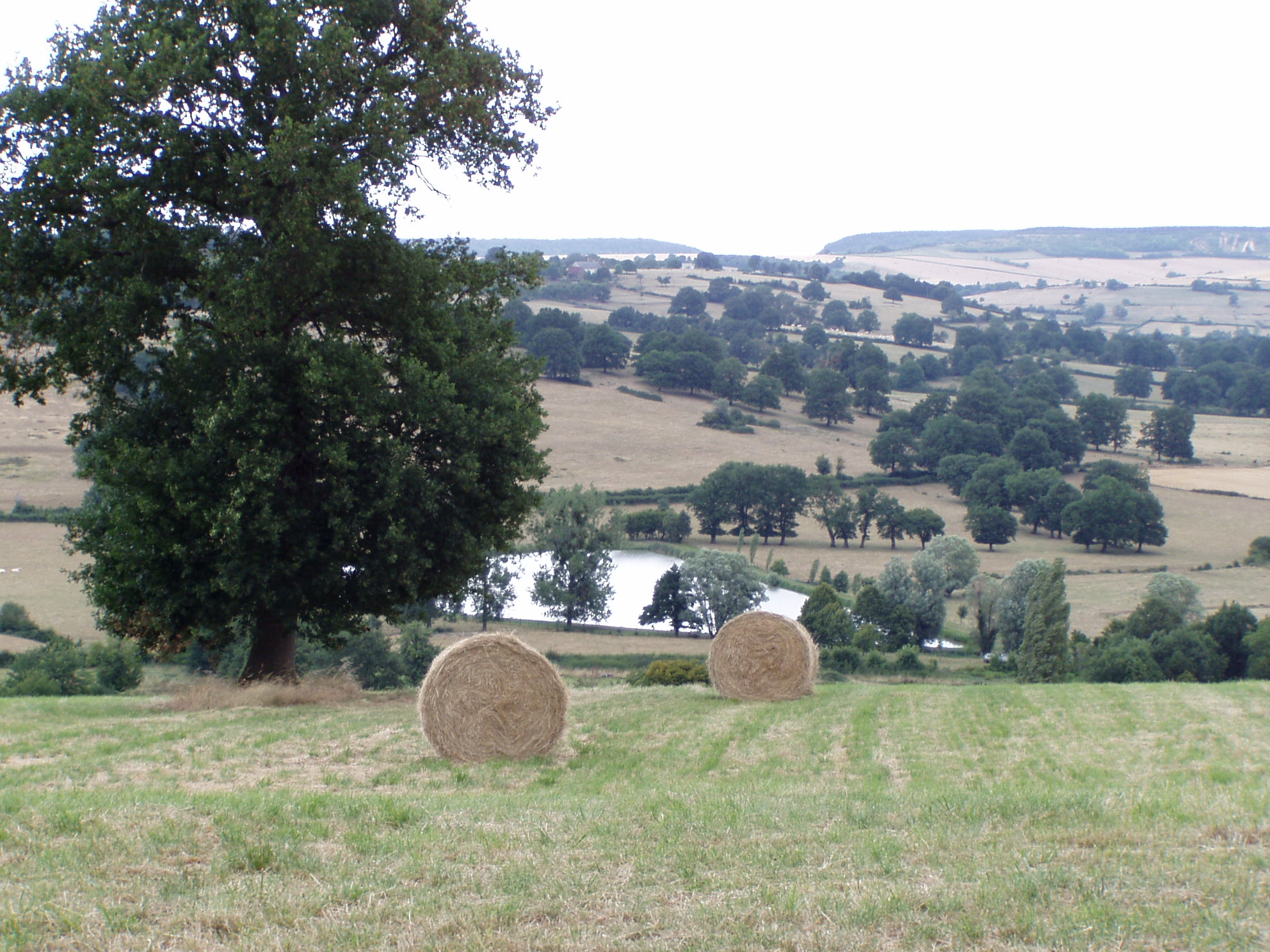
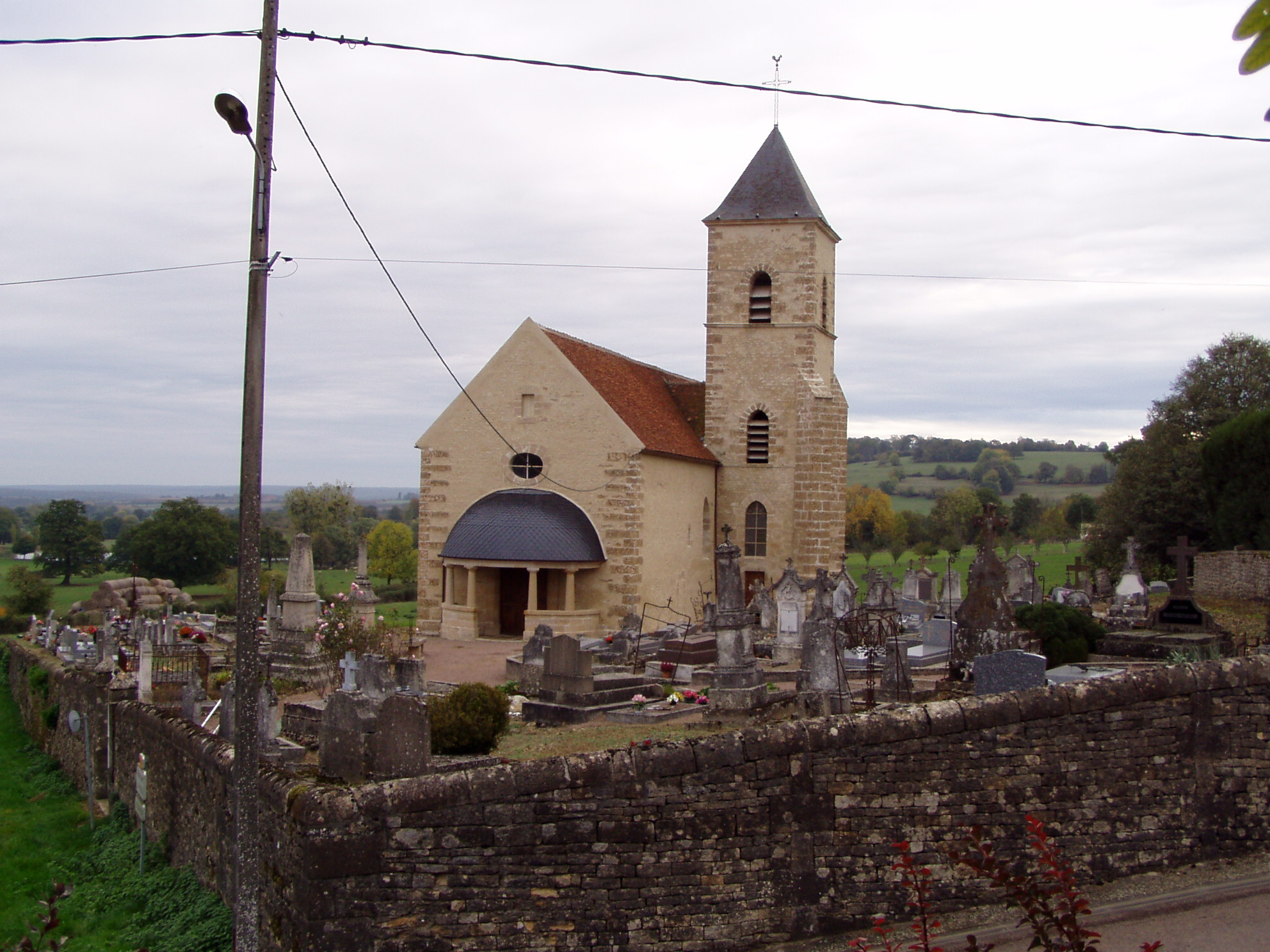
Église et cimetière.

## Personnalités liées à la commune

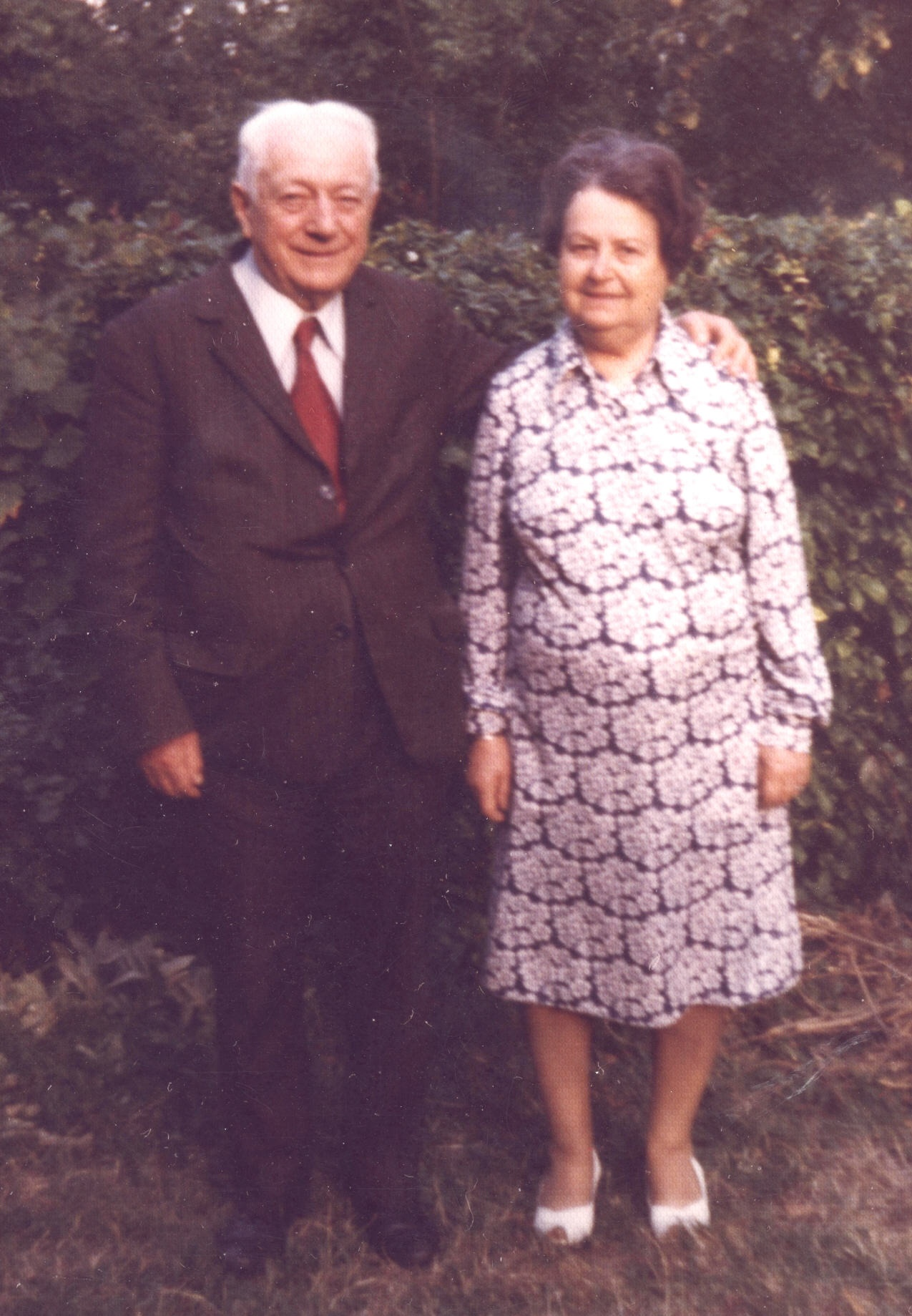
Romain Baron et sa femme dans les années 1960.

- Romain Baron (1898-1985) : professeur de lettres, historien local et écrivain, né à Rémilly, hameau de Marcy ; a écrit de nombreuses études sur l'histoire de la commune et de la région.
- Jean-Louis Verrier (1915-2001) : peintre né à Marcy ; en 2012, la fille de l'artiste a fait don à la commune de 250 œuvres[28].